# Luca Stephenson
Luca Stephenson, né le 17 septembre 2003 à Sunderland en Angleterre, est un footballeur anglais qui évolue au poste de milieu défensif au Dundee United, en prêt du Liverpool FC.

## Biographie

### En club
Né à Sunderland en Angleterre, Luca Stephenson est formé par le club local du Sunderland AFC où il est repéré par le Liverpool FC qu'il rejoint en 2018 pour poursuivre sa formation. Le 22 septembre 2020, peu de temps après son 17e anniversaire, il signe son premier contrat professionnel avec les Reds.
Le 1er septembre 2023, Stephenson rejoint le Barrow AFC sous la forme d'un prêt d'une saison. Il rejoint un club évoluant alors en League Two, la quatrième division anglaise.
Il joue son premier match avec ce club le 5 septembre 2023, lors d'une rencontre d'EFL Trophy face au Blackpool FC en étant titularisé. Son équipe est toutefois battue par deux buts à zéro.
Le 15 août 2025, Luca Stephenson est de nouveau prêté, cette fois-ci au Dundee United, en Écosse, pour une saison.
Il fait sa première apparition dans le championnat écossais le 24 août 2024 face au St Johnstone FC. Titularisé ce jour-là, il se fait remarquer en inscrivant également son premier but pour le club, et dans sa carrière professionnelle, en ouvrant le score. Il contribue ainsi à la victoire de son équipe par deux buts à zéro,.